# Schwansen

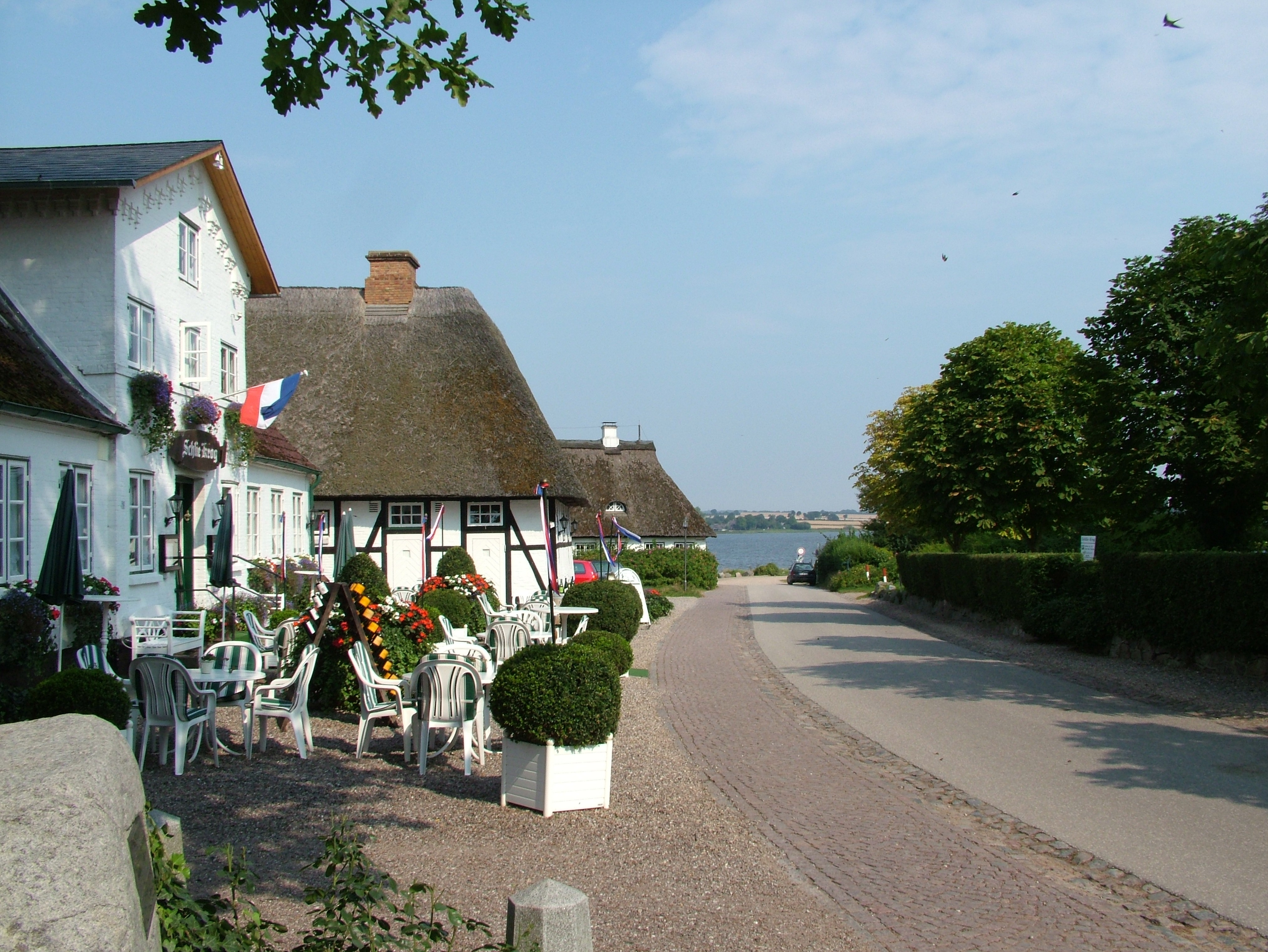
Vue de Sieseby

La région de Schwansen (en danois: Svans ou Svansø) est une presqu'île du nord de l'État du Schleswig-Holstein dans le Schleswig (nord de l'Allemagne). La ville de Kappeln se trouve au nord et celle d'Eckernförde au sud. Elles sont reliées depuis 1972 par la route nationale 203, dite route de Schwansen (Schwansenstraße). La région comprend une douzaine de communes regroupées dans l'Amt de Schlei-Ostsee (ou Schlei-Mer-Baltique) résultant de la fusion en 2008 des anciens Ämter de Schwansen, Schlei et Windeby. La péninsule a une population d'environ 20 000 habitants.

## Histoire

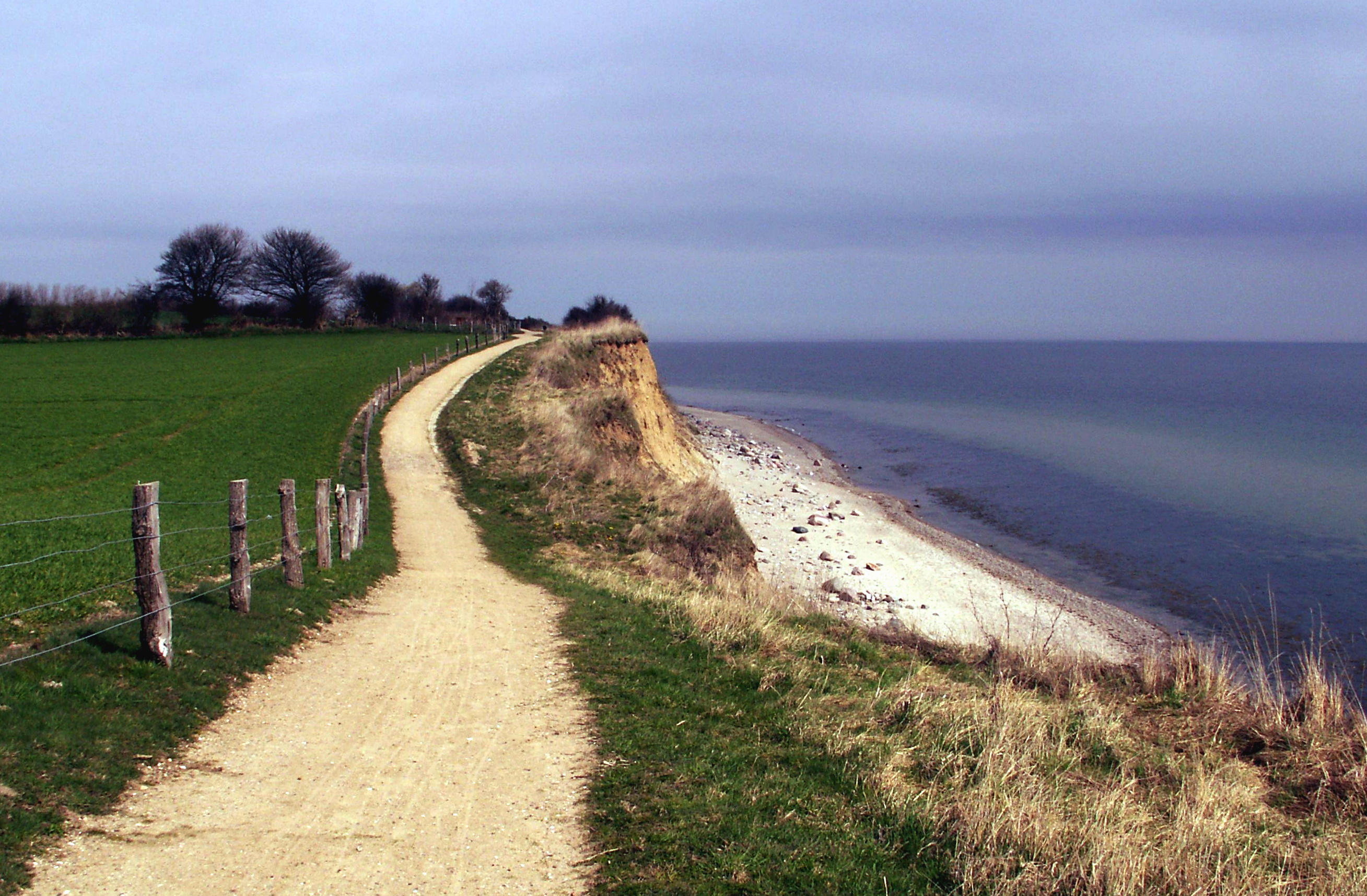
Vue de la côte au bord de la baie d'Eckernförde

Son nom provient du lac de Schwansen qui se trouve dans la commune de Dörphof. La première mention écrite de ce qui est alors Swansio date de 1260. L'endroit est habité par les Danois et les Jutes autour de 750 après Jésus-Christ. La terminaison en by de certains villages, qui signifie village, atteste de ces origines (ainsi Gammelby signifie vieux village). Ensuite la population se germanise sous la dynastie ottonienne.

## Dialectes
En plus du haut allemand, une minorité danoise parle le dialecte dano-schleswigeois du sud (en danois: sydslesvigdansk) et d'autres groupes une variante du bas allemand du nord, le Schwansener Platt. Enfin un dialecte dit du Jutland-du-Sud a été parlé jusqu'au XVIIIe siècle dont la frontière était une ligne Eckernförde-Treene-Husum. Les toponymes évoquent ces quatre origines.

## Agriculture

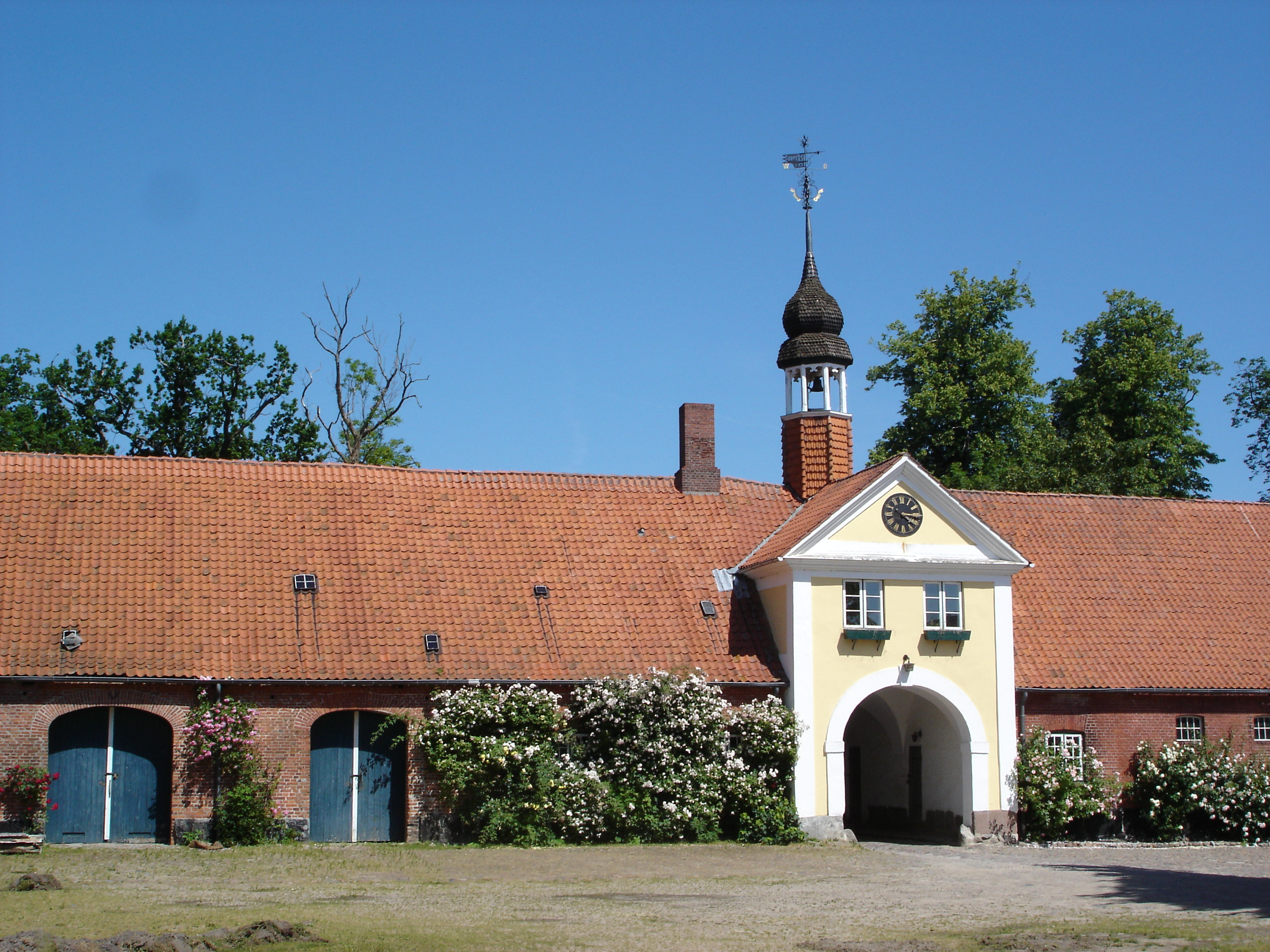
Bâtiments de l'exploitation agricole du manoir de Damp

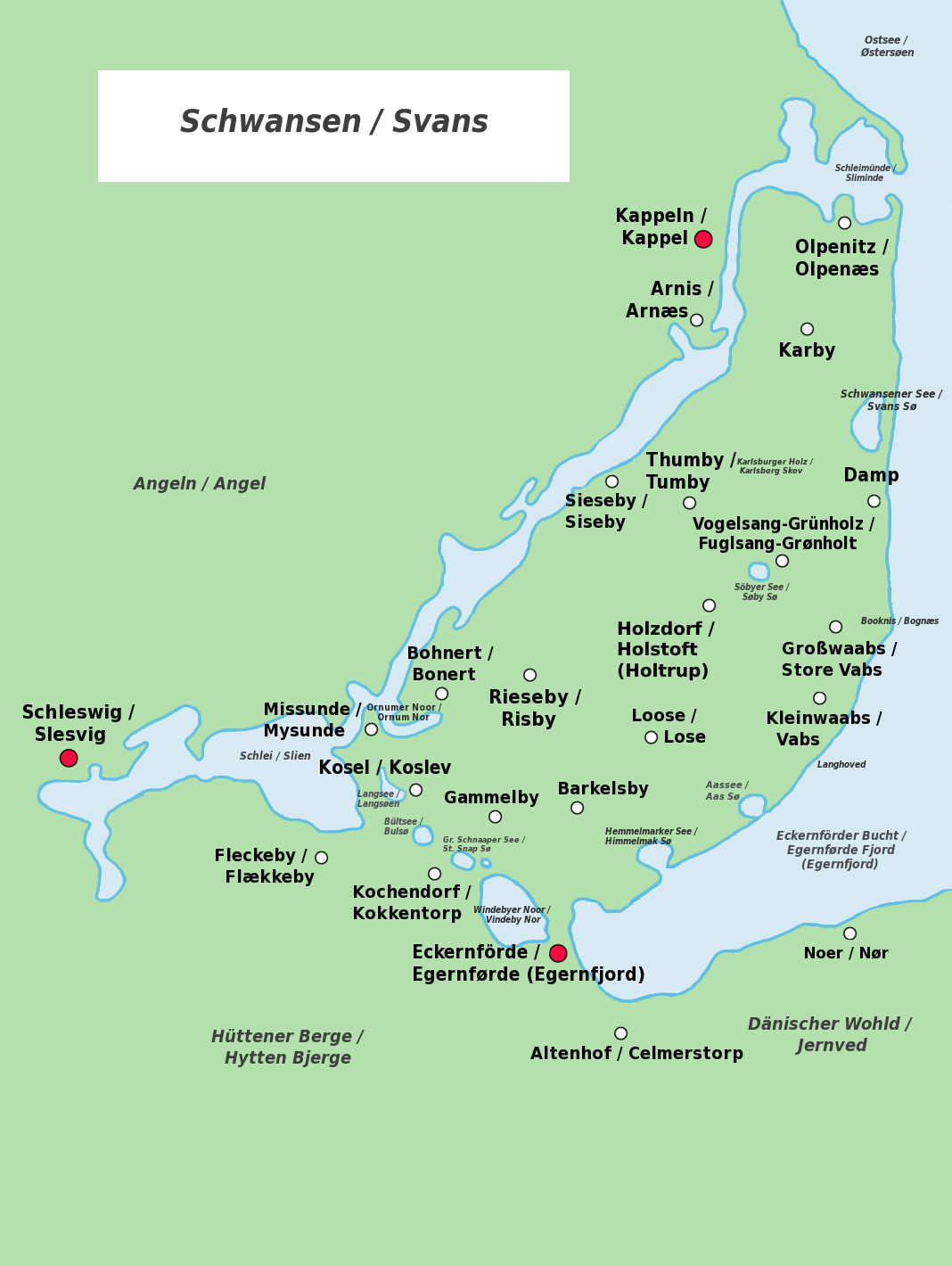
Carte de la région

La terre de moraine tendre et les dunes ont été surtout exploitées par de grands domaines agricoles appartenant à des familles anciennes germanophones, dont une partie vit toujours dans la région. On peut aussi admirer des manoirs typiques et leurs grosses fermes domaniales, comme le manoir de Saxtorf.

## Localités
- Commune de Barkelsby
- Commune de Brodersby
- Commune de Damp
- Commune de Dörphof
- Commune de Gammelby
- Commune de Holzdorf
- Commune de Karby
- Commune de Kosel
- Commune de Loose
- Commune de Rieseby
- Commune de Thumby
- Commune de Waabs
- Commune de Winnemark
- Borby, rattaché à la municipalité d'Eckernförde
- Louisenberg, rattaché à la municipalité d'Eckerförde
- Olpenitz, rattaché à la municipalité de Kappeln
- Ellenberg, rattaché à Kopperby, quartier de Kappeln